# Economia di Marino

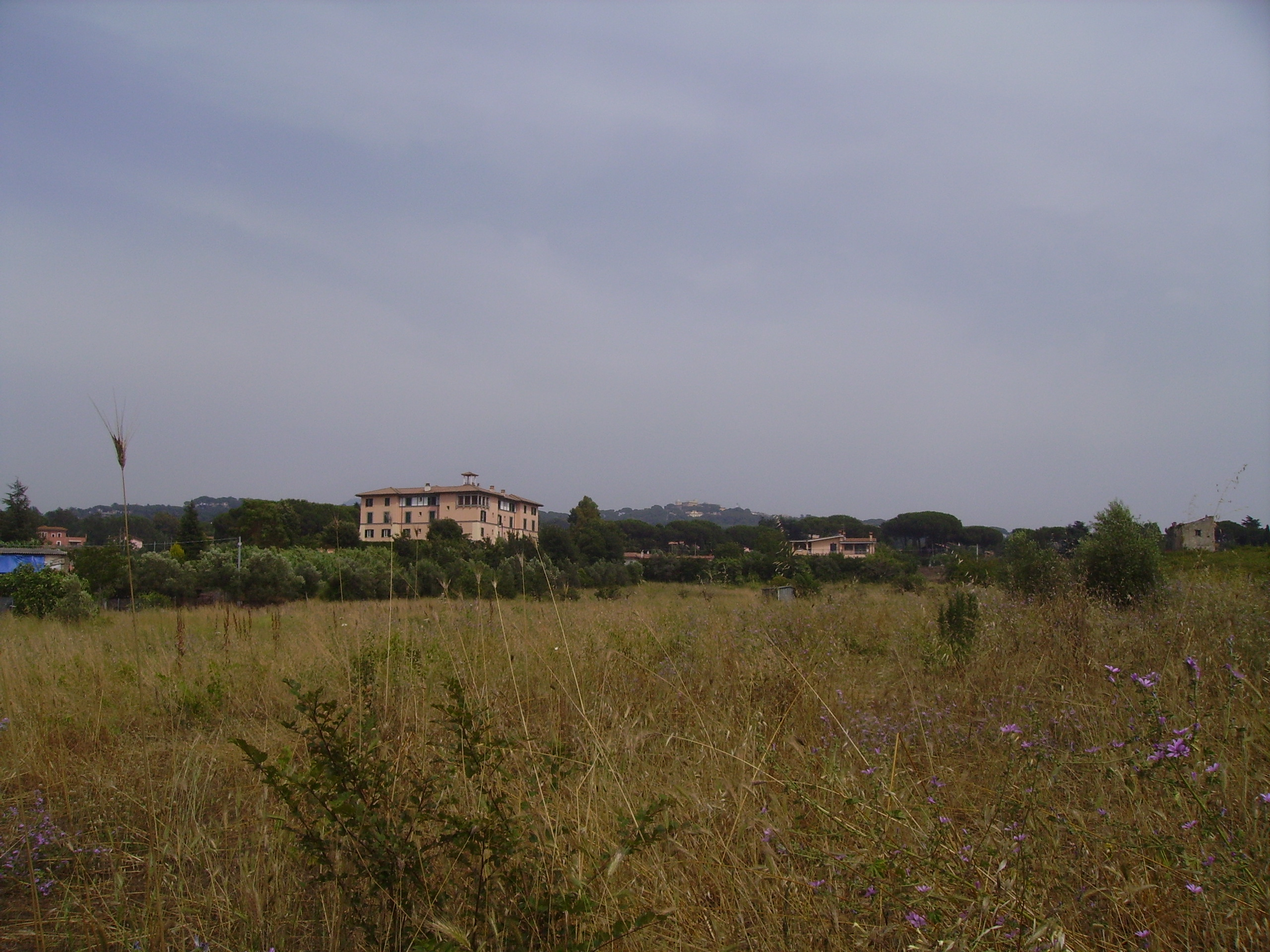
Un'immagine della campagna marinese in località Valle del Parco, vicino Frattocchie.

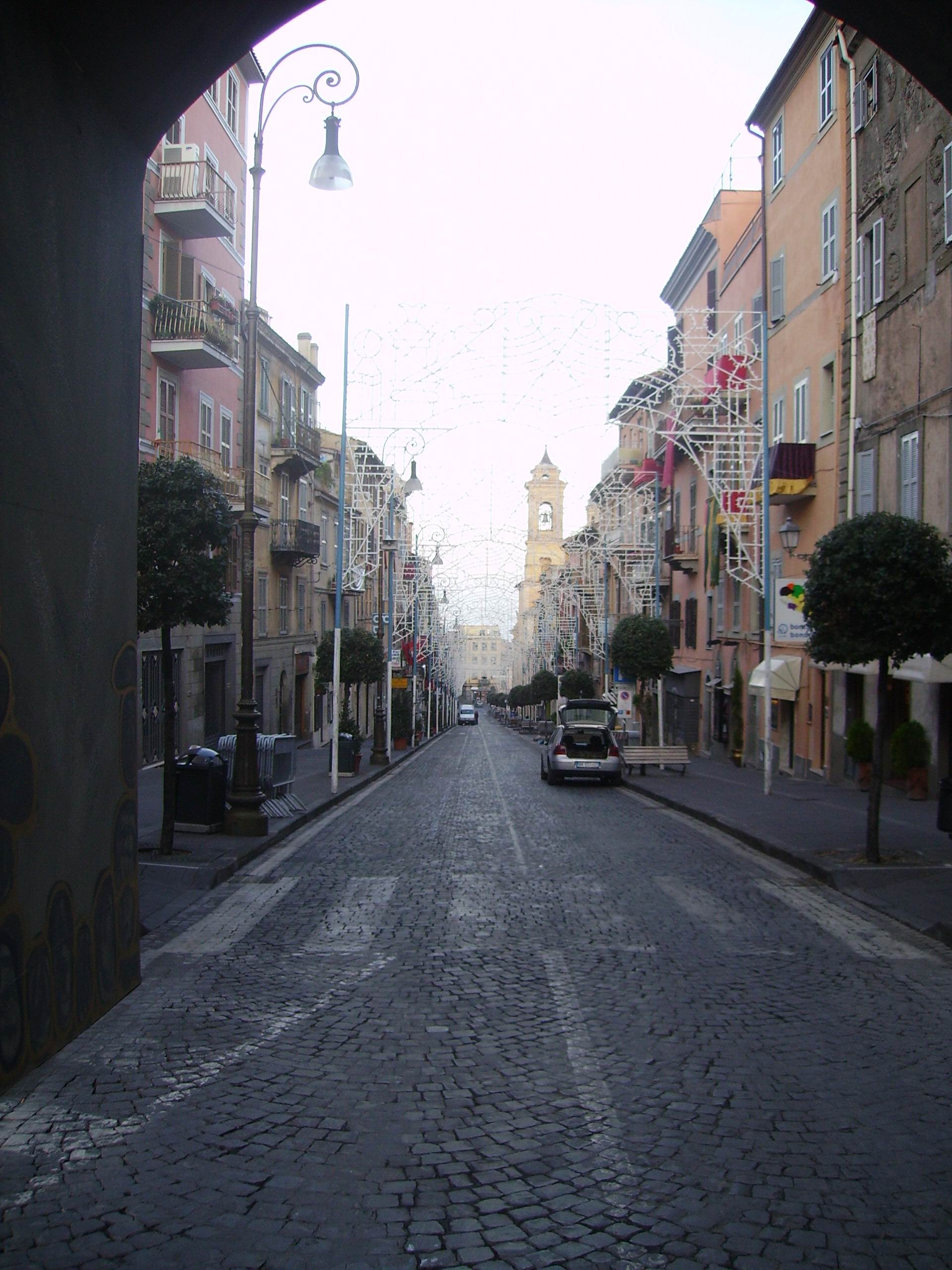
Corso Trieste durante l'allestimento della decorazione per la Sagra dell'Uva 2007.

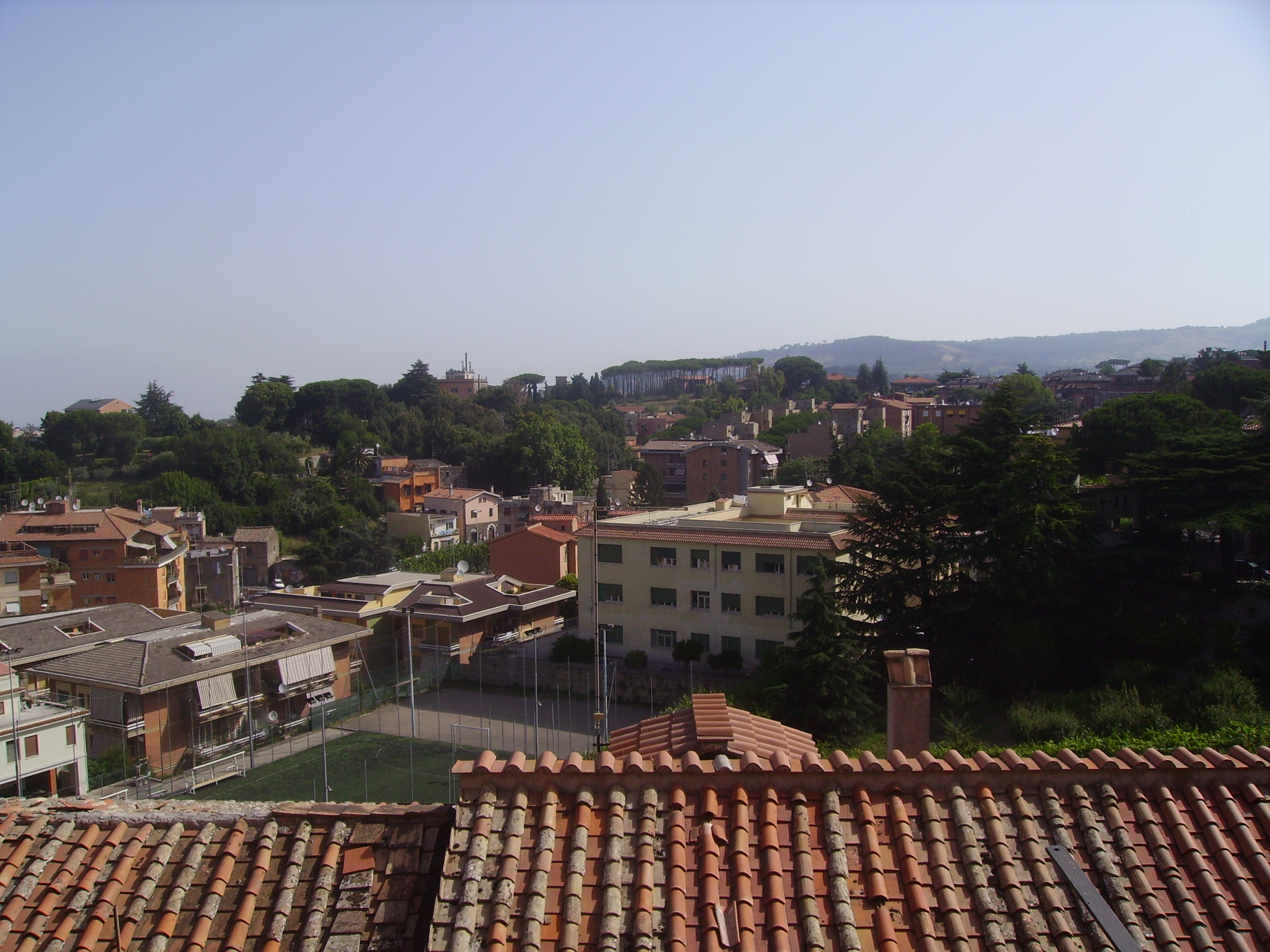
Il quartiere Vascarelle. Sulla destra in alto, il Tuscolo.

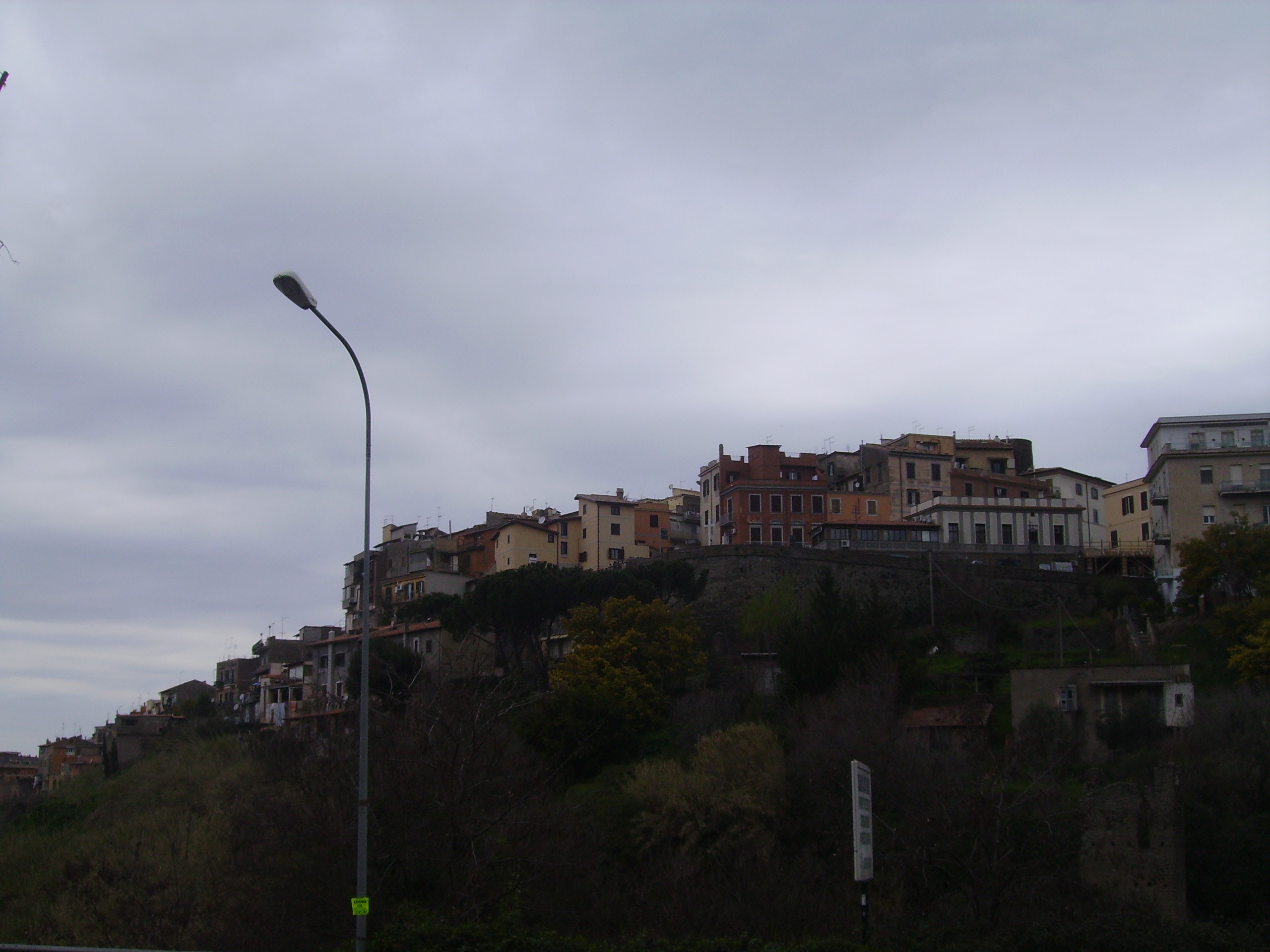
Marino vista dalle Cave di Peperino.

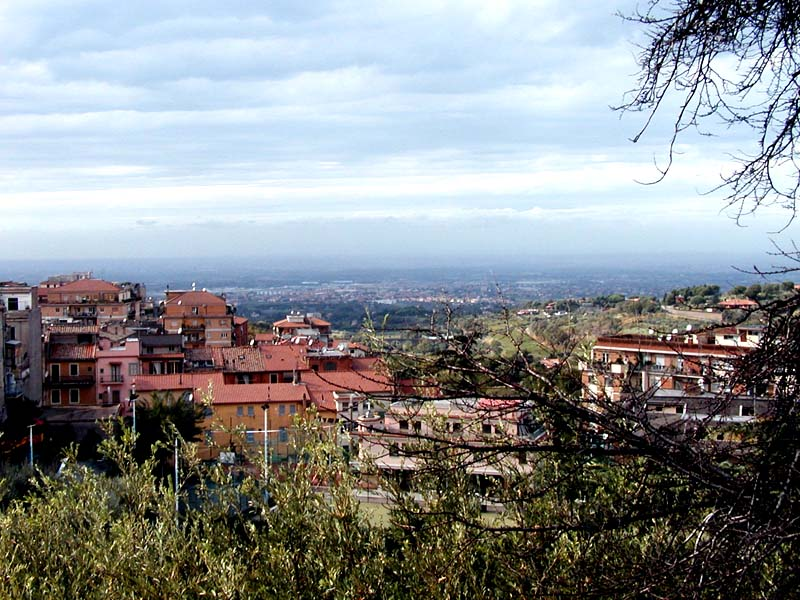
Roma e l'Agro Romano in una veduta da piazzale degli Eroi.

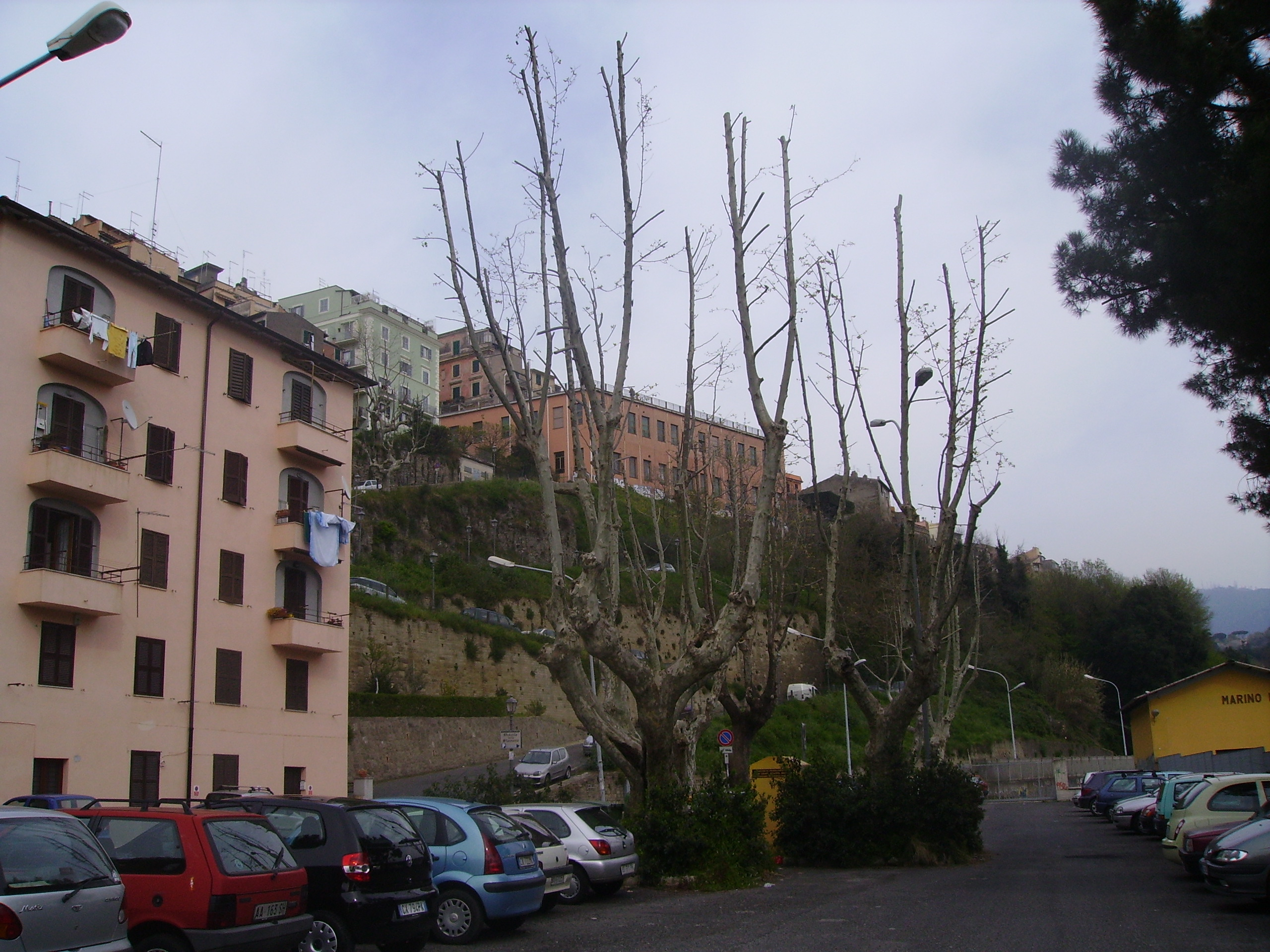
Una veduta de 'u Terrazzone dalla stazione di Marino Laziale: struttura edificata negli anni ottanta e concepita come mercato coperto, è finita in seguito ad ospitare un plesso scolastico ed oggi è sede di uffici comunali.

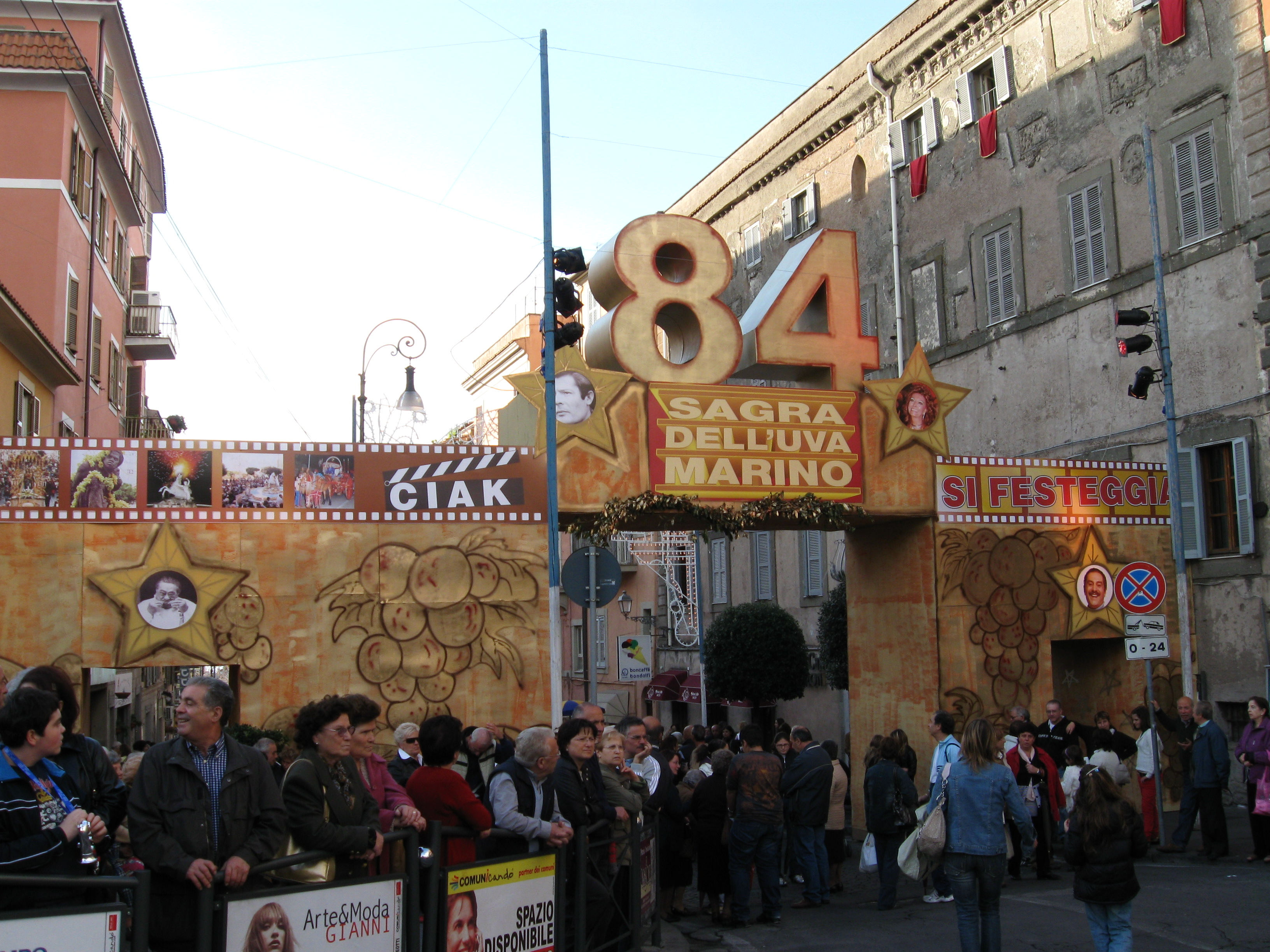
L'arco posticcio edificato durante la Sagra dell'Uva 2008 tra corso Trieste e piazza Giacomo Matteotti.

## Agricoltura
(Proverbio popolare in dialetto marinese.)
Il settore primario è storicamente il settore dominante dell'economia marinese. La produzione vitivinicola nei secoli passati ha dato impiego alla maggior parte della popolazione marinese, cosa che del resto accadeva anche nei comuni vicini. L'importanza dei lavori nelle vigne in questa zona è attestata dalla massiccia emigrazione di manovalanza forestiera verso i Castelli Romani che annualmente, fino al secondo dopoguerra, si verificava in coincidenza del periodo della vendemmia. Questi braccianti stagionali, detti a volte spregiativamente chiuchiari, provenivano soprattutto dal Basso Lazio e dall'Abruzzo, e conducevano una vita piuttosto misera. Durante la loro permanenza fuori casa dormivano in capanni provvisori non dissimili dalle capanne preistoriche o, nella peggiore delle ipotesi, sui sagrati della chiese. La situazione generale dei braccianti agricoli tuttavia non era per niente buona, poiché mettendo da parte l'immagine allegorica della vendemmia nei campi che oggi ci viene a volte proposta, il lavoro nella vigna comportava un grande sforzo fisico e psicologico spesso non remunerato sufficientemente. A volte gli agenti atmosferici, piogge, grandine, incendi, potevano sconvolgere e dissestare non solo la situazione di una famiglia, ma dell'intera comunità, come avvenne per le leggendarie grandinate del 1615, 1616 e 1617 o per quella del 1898, in seguito alla quale la Questura dovette inviare l'esercito a sedare i tumulti scoppiati a Marino.
Si può capire facilmente il livello di dipendenza di Marino dalla produzione vinicola solo pensando alla gigantesca rete di grotte sotterranee scavate nel peperino che attraversa intersecandosi il sottosuolo del centro storico: oggi sono aperte al pubblico solo le grotte di Palazzo Colonna, probabilmente le più grandi. Oppure ci si può fare un'idea anche considerando il gran numero di cantine che sorgono dovunque, ed oggi sono state trasformate in attività commerciali o in alloggi affittati a nero agli immigrati stranieri. In alcune cantine, come in quella di via Posta Vecchia che ospita il Museo della Civiltà Contadina, gli stipiti della porta sono stati bombati per consentire il passaggio delle botti di vino.
Ad ogni modo il prodotto della viticoltura marinese è il Marino DOC, vino bianco color giallo paglierino di gradazione alcolica che si aggira sugli 11°. La produzione di questo prodotto, considerato tra i vini migliori del Lazio, è tuttavia scesa dagli 88.530 ettolitri del 1990/1991 ai 48.262 del 1995/1996: questo processo è dovuto anche all'irrigidemento dei criteri di denominazione, oltre che alla chiusura di numerose piccole aziende di viticoltori presenti nel territorio. Il fenomeno di riduzione della produzione è però comune a tutti i Castelli Romani. Tipologie di Marino sono il Marino spumante o frizzante, il Marino superiore e il Marino classico.

## Industria
L'industria marinese è legata ragionevolmente alla produzione vitivinicola: perciò la più grande industria del territorio, con il più grande indotto, è la Cantina Sociale Gotto d'Oro. Questa istituzione, fondata nel 1945, è presente nei territori di Marino e Frascati ed ha un fatturato annuo che si aggira sui 20 milioni di euro, con 430 soci e 1800 ettari iscritti, per una produzione totale di uve di 220.000 quintali. Il 95% del Marino DOC è prodotto nei suoi stabilimenti di via del Divino Amore, località Castelluccia.
Un'altra grande industria marinese è stata, fino agli anni sessanta del XX secolo, quella collegata alle cave di peperino. Questo materiale, di origine vulcanica e dal caratteristico colore grigio puntinato di bianco, è tipico delle aree ex-vulcaniche del Lazio e ne sono rinomati due tipi, il peperino di Vitorchiano e quello di Marino. Le cave locali sono ubicate proprio sotto il centro storico, che sorge esso stesso su una grossa dorsale di peperino, nella località denominata ancor oggi Cave di Peperino. Sfruttate fin dall'età romana, il peperino di queste cave venne utilizzato non solo per realizzare costruzioni militari, ma anche per adornare diverse ville suburbane, come quella di Quinto Voconio Pollione a Ciampino o quella di Publio Clodio Pulcro a Castel Gandolfo. In età medioevale e moderna, la maggior parte delle costruzioni marinesi fu realizzata in questo materiale, dalla ex-Chiesa di Santa Lucia alla fontana dei Quattro Mori fino a Palazzo Colonna e all'ingresso monumentale dei Giardini Colonna. Nel XIX secolo migliaia di persone lavoravano alla cave, e la continua escavazione originò le monumentali e pittoresche latomie visibili ancor oggi sui fianchi scavati delle cave. Nel 1889 le cave furono servite dalla ferrovia Roma-Albano, ma nel 1960 l'escavazione venne sospesa per via della costruzione, sopra le cave, della Strada statale 217 Via dei Laghi.

## Artigianato
Gli artigiani marinesi sono riuniti nell'Associazione Artigiana "Zaccaria Negroni", dedicata al Servo di Dio e sindaco democristiano di Marino Zaccaria Negroni, che si dedicò attivamente ai problemi dell'artigianato: fu infatti presidente dell'ACAI (Associazione Cristiana Artigiani Italiani) tra il 1957 ed il 1966 e presidente dell'ENAPI (Ente Nazionale per l'Artigianato e la Piccola Industria) dal 1963 al 1970, oltre che membro, in quanto senatore, della Commissione Parlamentare sull'assicurazione contro le malattie per gli artigiani tenutasi durante la II legislatura della Repubblica Italiana (1953-1958).
Tra le attività artigianali più diffuse e rinomate vi è l'arte del ferro.

## Commercio
A Marino al 2003 esistevano 244 esercizi commerciali, contro i 663 di Albano Laziale, i 634 di Ciampino, i 633 di Velletri, i 549 di Genzano di Roma, i 520 di Frascati, ed i 320 di Ariccia. Nonostante l'esiguo numero di esercizi commerciali a fronte della vastità del territorio comunale e del numero della popolazione, alcuni negozi rappresentano punti di qualità che compensano la quantità.
Alcuni esercizi commerciali di Marino centro vantano una tradizione centenaria o quasi, e sono dei punti di riferimento per gli abitanti di Marino e delle aree circostanti. Sul territorio comunale inoltre sono presenti alcuni ingrossi commerciali di risonanza nazionale, come lo store delle Sorelle Ramonda in via Appia Vecchia, località Cava dei Selci.

## Finanza
La prima banca fondata a Marino è stata la Banca di Credito Cooperativo San Barnaba, fondata nel 1908 soprattutto per volontà dell'allora parroco di Marino, Guglielmo Grassi. Attualmente (2013) la BCC San Barnaba possiede quattro filiali.
Nel 1920 venne fondata la Banca di Marino, controllata prima dal Banco di Santo Spirito e poi a partire dal 1987 dall'INA, che ne cambò il nome in INA Banca - Marino. Nel 1998 la quota di maggioranza dell'istituto di credito (che a quella data aveva 18 sportelli) venne ceduta alla Banca Popolare di Milano, che prima ha cambiato la ragione sociale in Banca 2000 S.p.A. e poi l'ha inglobata per fusione.

## Servizi

### Sanità
Nel territorio comunale sono presenti nove farmacie, di cui una comunale e una ospedaliera.
A Marino è operativo l'Ospedale Generale Provinciale San Giuseppe, parte del dipartimento H1 (assieme al "San Sebastiano" di Frascati) della ASL RMH.
Fin dal XVIII secolo a Marino era presente un ospedale, all'epoca più ospizio per i viaggiatori che luogo dove ricoverare i malati. La struttura dell'ospedale ancora oggi esiste, ed è una casa di Via Roma sulla cui facciata si legge una lapide che ricorda l'antico ospizio. Alla metà dell'Ottocento Gaetano Moroni nel suo Dizionario di erudizione storico-ecclesiastica riporta l'informazione che a Marino era presente un ospedale per gli ammalati.
Negli anni trenta del XX secolo, con congrue offerte di alcuni marinesi emigrati in America, venne aperto un nuovo ospedale, collocato fino agli anni cinquanta in Piazza Matteotti, e poi spostato nell'attuale moderna struttura che ne fa uno dei principali poli ospedalieri della provincia di Roma.
Dal 2005 si è parlato inizialmente di voler chiudere l'Ospedale di Marino, per motivi di economia, poi di volerlo depotenziare, quindi di unire la Ginecologia del "San Sebastiano" di Frascati a Marino, spostando tutto il reparto a Marino, e di spostare viceversa il Pronto Soccorso di Marino a Frascati, ipotesi queste che non ha ottenuto consensi. Allo stato attuale le autorità competenti hanno assicurato che verrà mantenuto lo statu quo.

## Turismo
Il turismo a Marino si concentra soprattutto nel periodo della Sagra dell'Uva, che attira ogni anno grandi moltitudini di persone. Sono almeno cinque le strutture ricettive presenti sul territorio comunale, di cui un Ostello della Gioventù.
Nel 2000 anche il comune di Marino partecipò allo smistamento dei pellegrini dell'anno giubilare, mentre nel 1990 lo Stadio Comunale e la cittadina furono al centro dell'attenzione nazionale per via del ritiro della Nazionale italiana di calcio per i Mondiali Italia 1990.